# Île de Mozambique
Pour les articles homonymes, voir Mozambique (homonymie).
L'île de Mozambique, en portugais Ilha de Moçambique, est une île du Mozambique située dans le canal du Mozambique.
Cette île a donné son nom à toute la côte continentale lui faisant face, et au pays dont elle fait partie. Son nom provient de celui du sultan Mussa Mbiki (en), qu'on écrit en portugais Moçambique, qui dirigeait l'île lorsqu'elle fut découverte par l'explorateur portugais Vasco de Gama en 1498.

## Géographie
L'île de Mozambique se trouve au nord du Mozambique, dans le canal du Mozambique. Elle est située à 3,3 km de la côte, à laquelle elle est reliée par un pont routier (en).
La totalité de l'île est occupée par la ville du même nom.

## Histoire
La ville fortifiée de l'île de Mozambique est un ancien comptoir fondé à la fin du XVe siècle par les Portugais sur la route des Indes.
Au XVIe siècle, la forteresse de Saint-Sébastien fut construite et la ville est devenue la capitale de l'"Afrique orientale portugaise" (Mozambique portugais) jusqu'en 1898.
La ville présente une grande unité architecturale, avec une forte influence portugaise, due aussi à l'utilisation constante depuis le XVIe siècle des mêmes techniques et matériaux (pierre ou macuti (pt)) et principes décoratifs.

## Protection
L'île et la ville sont inscrits sur la liste patrimoine mondial de l'UNESCO en 1991.

## Personnalités
- José Pedro da Silva Campos Oliveira (1847-1911), poète et journaliste mozambicain
- Orlando Mendes (1916-1990), écrivain et biologiste mozambicain
- Solange Macamo (1950), archéologue, maîtresse de conférences en archéologie et en gestion du patrimoine culturel du Mozambique, et notamment de celui de l'île.